# Mesto tieňov
Mesto tieňov je slovenský kriminální televizní seriál, který vysílala TV Markíza od 11. dubna 2008 do 23. února 2012. Vyráběla ho produkční společnost DNA Production. Jednotlivé epizody byly inspirovány skutečnými příběhy, jež se odehrály na Slovensku.
Seriál získal od filmových kritiků ocenění „Televízna udalosť roka“.

## Obsazení

### Hlavní role
| Pavol Višňovský    | mjr. Ivan Tomeček, kriminalista, velitel týmu vyšetřovatelů |
| Marián Mitaš       | npor. Tomáš Benkovský, kriminalista a vyšetřovatel          |
| Soňa Norisová      | npor. Jana Holíková, forenzní psycholožka                   |
| Ladislav Hrušovský | npor. Sergej Kopriva, kriminalista a vyšetřovatel           |
| Róbert Jakab       | npor. Oliver Bachratík, kriminalista a vyšetřovatel         |
| Anton Vaculík      | MUDr. Jozef Benkovský, soudní lékař                         |
| Anna Javorková     | MUDr. Irena Rakúska, soudní lékařka (2.řada)                |
| Ivan Vojtek        | kpt. Rudolf Uhrík, kriminalista, archivář                   |
| Ivan Romančík      | pplk. Milan Horký, vedoucí Oddělení násilné kriminality     |

### Epizodní role

#### První řada
| Martin „Pyco“ Rausch | barman |
| Szidi Tobias         |        |
| Vlado Černý          |        |
| Vladimír Jedľovský   |        |
| Petra Polnišová      |        |
| Juraj Ďurdiak        |        |
| Zuzana Šebová        |        |

## Seznam dílů

### První řada (2008)
| Č. v seriálu | Č. v řadě | Původní název     | Režie        | Scénář | Premiéra        |
| --- | --------- | ----------------- | ------------ | --- | --------------- |
| 1 | 1         | Záchvat ľudskosti | Róbert Šveda | storyline: Stano Dančiak ml., Roman Olekšák, Otília Jurikovičová scénář: Zuzana Križková, Stano Dančiak ml. | 11. dubna 2008  |
| Uprostřed noci přepadnou neznámí pachatelé velkosklad květin Stanislava Krekoviče. Střelbou ze samopalu zabijí čtyři lidi a ukradnou několik milionů korun. Masakr přežije jen malé dítě. Na oddělení nastoupí tentýž den nováček Tomáš Benkovský, kterého na vlastní žádost přeložili do hlavního města. Hned v den nástupu do práce ho tak čeká vyšetřování brutální masové vraždy.                                                                                         |           |                   |              | |                 |
| 2 | 2         | Smrteľný žart     | Peter Bebjak | storyline: Stano Dančiak ml., Roman Olekšák, Otília Jurikovičová scénář: Roman Olekšák                      | 18. dubna 2008  |
| Vyšetřovatele Ivana Tomečka znepokojuje problémové chování jeho dcery, která chodí za školu a stýká se s chuligány. Začíná se o ni bát. Drogového dealera Svätozara Sklenára někdo zavraždí v okamžiku, kdy si chce užít vášnivou noc s mladou ženou. Svědkyně vraždy má však zavázané oči, takže vraha nezná. Nitky vedou směrem k narkomafii, ale odhalení skutečného pachatele je šokující.                                                                                |           |                   |              | |                 |
| 3 | 3         | Chladnokrvne      | Róbert Šveda | storyline: Stano Dančiak ml., Roman Olekšák, Otília Jurikovičová scénář: Juraj Rayman                       | 25. dubna 2008  |
| V mrtvém rameni řeky se najde rozložená mrtvola zatížená železem a kovářskou nádobou. Identita zavražděného přinese množství otázek a téměř žádnou odpověď. Ukáže se, že za chladnokrevným zločinem se skrývá bezcitný a despotický vrah. Navíc policie při razii na nepovolené technoparty zatkne dceru Ivana Tomečka. Ivan se obává, že jeho dcera bere drogy. |           |                   |              | |                 |
| 4 | 4         | Koniec sveta I.   | Peter Bebjak | storyline: Stano Dančiak ml., Roman Olekšák, Otília Jurikovičová scénář: Zuzana Križková                    | 2. května 2008  |
| Vyšetřovatelé najdou mrtvolu utýraného bezdomovce, který byl předtím vypovídat na policejní stanici, a brzy nabudou přesvědčení, že za tím stojí organizovaná skupina. Mrtvoly bezdomovců přibývají a lidé z jejich komunity mají strach. Tomáš Benkovský se pokusí infiltrovat do komunity a přitom záhadně zmizí. |           |                   |              | |                 |
| 5 | 5         | Koniec sveta II.  | Peter Bebjak | storyline: Stano Dančiak ml., Roman Olekšák, Otília Jurikovičová scénář: Zuzana Križková                    | 9. května 2008  |
| Tomáš Benkovský zmizel beze stopy a pátrání po něm nepřináší žádné výsledky. Hlavní vyšetřovatel Ivan Tomeček je pod velkým tlakem, poněvadž ve vyšetřování vraždy udělali několik vážných chyb. Za několik dní se vyšetřovatelům podaří získat informace vedoucí k Tomášovi, nejsou si však jisti, zda je stále naživu, protože se dostal do rukou netvora v lidské kůži. |           |                   |              | |                 |
| 6 | 6         | Úmyselné nehody   | Róbert Šveda | storyline: Stano Dančiak ml., Roman Olekšák, Otília Jurikovičová scénář: Roman Olekšák                      | 16. května 2008 |
| Řidič nákladního auta přejede mladou ženu. Při vyšetřování se zjistí, že v době nehody už byla mrtvá. Podezřelým se stává bohatý a úspěšný podnikatel, ten však také zemře za záhadných okolností. Vyšetřování vede do hluboké minulosti a zároveň do nejvyšších vrstev společnosti. |           |                   |              | |                 |
| 7 | 7         | Lúpež             | Peter Bebjak | storyline: Stano Dančiak ml., Roman Olekšák, Otília Jurikovičová scénář: Juraj Rayman                       | 23. května 2008 |
| V malém městečku někdo přepadne poštu a zastřelí přitom místního policistu. K případu jsou přivoláni kriminalisté z hlavního města, což se místním obyvatelům, kteří baží po pomstě, vůbec nelíbí. Vyšetřovatelé z ONK narážejí při práci na neochotu místních policistů. Obyvatelé městečka jsou navíc přesvědčeni, že vraha znají, a chtějí se pomstít. Hrozí lynčování domnělého pachatele. Mladý kriminalista Tomáš Benkovský musí při vyšetřování čelit osobní tragédii. |           |                   |              | |                 |
| 8 | 8         | Únos              | Gejza Dezorz | storyline: Stano Dančiak ml., Roman Olekšák, Otília Jurikovičová scénář: Juraj Rayman, Stano Dančiak ml.    | 30. května 2008 |
| V rodině manželů Gallovičových dojde k tragédii. Z jejich domu se v noci ztratí dvě malé děti. Vyšetřovatelům je jasné, že musí konat rychle. Navíc si nejsou jisti, zda jde o únos nebo o vraždu. Vyšetřování přinese překvapivé a otřesné výsledky. |           |                   |              | |                 |
| 9 | 9         | Sériový vrah      | Róbert Šveda | storyline: Stano Dančiak ml., Roman Olekšák, Otília Jurikovičová scénář: Juraj Rayman                       | 6. června 2008  |
| V rodině manželů Gallovičových dojde k tragédii. Z jejich domu se v noci ztratí dvě malé děti. Vyšetřovatelům je jasné, že musí konat rychle. Navíc si nejsou jisti, zda jde o únos nebo o vraždu. Vyšetřování přinese překvapivé a otřesné výsledky. |           |                   |              | |                 |
| 10 | 10        | Nebezpečné vzťahy | Gejza Dezorz | storyline: Stano Dančiak ml., Roman Olekšák, Otília Jurikovičová scénář: Zuzana Križková, Stano Dančiak ml. | 13. června 2008 |
| Na pohotovosti se objeví mladá žena. Ukáže se, že je to nezvěstná Eva Tomečková. Major Tomeček se rozhodne vzít spravedlnost do vlastních rukou a dostane se do vážných problémů. Svým chováním se připraví o respekt a loajalitu Tomáše Benkovského. |           |                   |              | |                 |

### Druhá řada (2012)
| Č. v seriálu | Č. v řadě | Původní název        | Režie        | Scénář                                                                    | Premiéra       |
| ------------ | --------- | -------------------- | ------------ | ------------------------------------------------------------------------- | -------------- |
| 11           | 1         | Zberateľ             | Peter Bebjak | Juraj Rayman                                                              | 24. ledna 2012 |
| 12           | 2         | Posledná prestávka   | Róbert Šveda | Zuzana Liová                                                              | 26. ledna 2012 |
| 13           | 3         | Veľký hráč           | Peter Bebjak | Juraj Rayman                                                              | 31. ledna 2012 |
| 14           | 4         | Dotyk spravodlivosti | Róbert Šveda | storyline: Marek Puškáš, Juraj Rayman scénář: Juraj Rayman                | 2. února 2012  |
| 15           | 5         | Dlhá noc             | Róbert Šveda | storyline: Marek Puškáš, Juraj Rayman scénář: Juraj Rayman                | 7. února 2012  |
| 16           | 6         | Pandorina skrinka    | Róbert Šveda | storyline: Marek Puškáš, Juraj Rayman, Zuzana Liová scénář: Roman Olekšák | 9. února 2012  |
| 17           | 7         | Vlčia krv            | Peter Bebjak | Juraj Rayman                                                              | 14. února 2012 |
| 18           | 8         | Sladká smrť          | Róbert Šveda | Zuzana Liová                                                              | 16. února 2012 |
| 19           | 9         | Vražedná sieť        | Peter Bebjak | Juraj Rayman                                                              | 21. února 2012 |
| 20           | 10        | Biele mäso           | Peter Bebjak | storyline: Marek Puškáš, Zuzana Križková scénář: Zuzana Križková          | 23. února 2012 |

## Knižní vydání
- Marek Zákopčan: Mesto tieňov 1, Ikar 2008, ISBN 80-551-1696-2
- Marek Zákopčan: Mesto tieňov 2, Ikar 2008, ISBN 80-551-1784-5